# Элмо
Э́лмо (англ. Elmo) — кукла из международного телешоу «Улица Сезам», пушистый красный монстр с большими глазами и оранжевым носом.

## Описание персонажа
Элмо — красный монстр трёх с половиной лет, с высоким голосом и заразительным смешком. Восторженный, доброжелательный и весёлый, он вечно хочет быть частью всего, что происходит. Однако, как и большинству дошкольников, ему иногда не хватает навыков или знаний, чтобы делать то, что он хочет. Однако это обстоятельство его никогда не останавливает, потому что у Элмо очень позитивное, оптимистичное отношение к жизни и самому себе. Лучшие друзья Элмо — Зои и Эбби, а также его золотая рыбка Дороти. Любимая еда Элмо — васаби. Он также любит гонять на своем трёхколёсном велосипеде и щекотаться— Sesame Workshop
.
Элмо говорит о себе в третьем лице (например, «Элмо задаёт вопрос», «Элмо пошёл гулять»).
В некоторых случаях это правило нарушается, например, в песнях или косвенной речи. Хотя Зузу и Эбби из той же возрастной группы говорят о себе правильно.
У Элмо, как и у многих детей, есть любимая игрушка: оранжевый монстрик по имени Крошка Дэвид (Baby David). Согласно Q&A video, Элмо не имеет век, потому что любит есть васаби. Эта деталь неоднократно подтверждалась: на Rove Live и других интервью. Несмотря на то, что родители не разрешают Элмо говорить, что он «ненавидит» какую-либо пищу, Элмо не раз признавался, что ненавидит брюссельскую капусту.

### Биография
День рождения Элмо — 3 февраля. Элмо был показан 13-месячным младенцем в «Sesame Beginnings», «Elmo’s Potty Time» и «Bye Bye Binky».
Элмо живёт в квартире на «Улице Сезам» вместе с родителями, Мэй и Луи, которые говорят с южным акцентом. Семья Элмо довольно многочисленна. В некоторых книгах присутствует сестра Элмо, Дэйзи. Среди других родственников упоминаются бабушка и дедушка, прабабушка (эпизод 1989 года), прадед по имени Сэлмо, дядя Джек, тётя Джилл и двоюродные братья: Джесси (показан в выпуске «Когда Семья Горюет»), Элмер (показан в «Любимые детские песни кантри») и Честер (в «Here For You»). Кроме того, в «Улица Сезам ложится спать поздно» показаны кузены Элмо, живущие за рубежом: Пепе из Мексики и Элмоносуки из Японии.

## Создание и история
Элмо был придуман Кароллом Спини в начале 1970-х годов. Он появлялся в массовке и не имел особого имени, которое появилось только в 12 сезоне. Изначально было задумано, что Элмо будет общаться не словами, а отдельными звуками.
В 1996 году была выпущена серия кукол «Пощекочи меня, Элмо» (The Tickle Me Elmo), выглядевших, как сам Элмо. Позднее выпускались и другие куклы: «Танцующий цыплёнок Элмо» (Dancing Chicken Elmo), «Даёшь Рок! Элмо» (Let's Rock! Elmo), «Живой Элмо» (Elmo Live) и «Элмо-Большие-обнимашки» (Big Hugs Elmo). Все куклы продавались очень успешно.
Элмо стал героем многих выпусков, таких, как «Elmo’s Sing-Along Guessing Game», «Elmo Says BOO!», «Elmo’s Magic Cookbook» и «Elmo’s Potty Time», спецвыпусков для телевидения: «Elmopalooza», «Elmo Saves Christmas», «The Street We Live On and Elmo’s Christmas Countdown», а также полнометражного фильма «Приключения Элмо» (The Adventures of Elmo in Grouchland, 1999). Антологии лучших выпусков с Элмо выходили в 1994, 1997 и 2010 годах. В ноябре 1998 года была запущена отдельная рубрика «Улицы Сезам» под названием «Мир Элмо» (Elmo's World), выходившая с 1998 по 2009 год и снова с 2017 года. Начиная с 43 сезона Элмо — ключевой персонаж рубрики «Музыкальный Элмо» (Elmo The Musical).
На 2011 год существовало девять кукол Элмо, в том числе с дистанционным управлением, используемые для различных целей.
Многие из песен, исполненных Элмо, стали лучшими песнями «Улицы Сезам»: «Песня Элмо» (Elmo’s Song), «Happy Tappin’ with Elmo», «В твоём воображении» (In Your Imagination), «Рэп-алфавит Элмо» (Elmo’s Rap Alphabet), «Утки Элмо» (Elmo’s Ducks) и «The Elmo Slide».

## Исполнители роли
- Брайан Мюэл — Улица Сезам (1979—1984)
- Ричард Хант — Улица Сезам (1984—1985)
- Кевин Клэш — Улица Сезам, Сезон 16 (1985)[18] — Сезон 44 (2012)
- Райан Диллон — Улица Сезам, Сезон 44 (2013) — по настоящее время

а также
- Питер Линц — в Spagetti Space Chase на открытии мероприятия в Universal Studios Singapore (2013)

Русская озвучка
- Светлана Харлап (1996—2007)[19]

## Появления Элмо в других шоу
- 1991 — The Torkelsons (22 декабря)
- 1992 — The Frugal Gourmet (март)
- 1995 — The Frugal Gourmet
- 1996 — шоу Рози О'Доннелл (28 июня)
- 1997 — A Cathedral Christmas; шоу Рози О'Доннелл (24 декабря), The Frugal Gourmet
- 1998 — шоу Рози О'Доннелл (16 февраля; 5 ноября)
- 1999 — шоу Рози О'Доннелл (28 января; 21 сентября; 6 декабря)
- 2000 — шоу Рози О'Доннелл (4 января); Donny & Marie (25 мая)
- 2001 — Rove Live (20 марта); Evening at Pops (9 августа); шоу Рози О'Доннелл (21 сентября); Between the Lions
- 2002 — Rove Live (4 сентября, 24 сентября); шоу Рози О'Доннелл (6 февраля, 2 мая)
- 2003 — вручение премии «Эмми»
- 2004 — The West Wing (3 марта), Hollywood Squares (12-16 апреля), The Tony Danza Show (11 октября)

2005
- We Are Family music video, March 11
- The Tony Danza Show, April 11
- Martha, September 13
- Emeril Live, November 4
- The Tony Danza Show, November 10
- American Morning, November 30

2006
- The Tony Danza Show, February 10
- The Oprah Winfrey Show, February 27
- Jeopardy!, April 4
- A Capitol Fourth, July 4
- Rove Live with Kevin Clash, July 11
- Emeril Live, November 26

2007
- The Big Idea, January 16
- The Big Idea, January 23
- Today, May 10
- Emmy Awards
- Good Morning America, June 19
- Rove Live, July 22 (prerecorded)
- The Today Show, August 10
- The View, October 10
- Extreme Makeover: Home Edition, November 25

2008
- Paula’s Party, February 23
- Rove Live, July 13
- PIX 11 Morning News, August 12
- The Bonnie Hunt Show, September 19
- Martha, October 6
- Hollywood 411, October 8
- The Bonnie Hunt Show, October 13

2009
- Scrubs, «My ABCs», January 27
- Today, April 2
- The Bonnie Hunt Show, April 7
- Late Night with Jimmy Fallon, April 15
- A Capitol Fourth, July 4
- Food Network Challenge, July 26
- Today, Septmeber 6
- Today, September 8
- Rove Live, September 20 (prerecorded)
- Dinner: Impossible, October 21
- Today, November 6
- Late Night with Jimmy Fallon, November 9
- PIX 11 Morning News, November 10
- The Tyra Show, December 3
- The Sunny Side Up Show, December 15

2010
- Cake Boss, January 18
- The Wendy Williams Show, March 1
- Dr. Oz, March 2
- Today, May 3
- Milkshake, June 29
- Milkshake, June 30
- Milkshake, July 1
- Milkshake, July 2
- Good Morning America, September 24
- The Wendy Williams Show, September 27
- The Sunny Side Up Show, November 30

2011
- Being Elmo: A Puppeteer’s Journey premiere at theSundance Film Festival, January 23
- Multiple Being Elmo: A Puppeteer’s Journey film festival screenings throughout the year
- Top Chef, February 16, with Cookie Monster and Telly
- The Dr. Oz Show, March 30
- Minneapolis-St. Paul International Airport, May 2, with Cookie Monster
- LaGuardia Airport, May 3, with Cookie Monster and Grover
- Late Night with Jimmy Fallon, May 3
- Hartsfield-Jackson Atlanta International Airport, May 5, with Grover
- Good Morning America, May 20
- App Central, May 31
- App Central, June 1
- at the NASA shuttle program of Cape Canaveral Air Force Station, July 6
- Sunrise, September 5
- Good Morning America, September 20, with Grover, Rosita, Cookie Monster, Oscar, and Slimey
- Late Night with Jimmy Fallon, September 26
- The View, October 24, with Kevin Clash
- Nightline, October 24, with Kevin Clash
- The Daily Show, October 24, with Kevin Clash
- Erin Burnett OutFront, October 24, Kevin Clash appears separately
- The Gayle King Show, November 1, with Kevin Clash
- The Sunny Side Up Show, December 13
- The Nate Berkus Show, December 16
- Elmo’s Movie Merry-Thon, December 23 and 24, as host
- Kennedy Center Honors , December 27, honoring cellistYo-Yo Ma

2012
- Good Morning America, January 5, with Cookie Monster
- Drama League of New York, February 6, singing with Eden Espinosa
- Jim Henson’s Musical World concert at Carnegie Hall, April 14 (live appearance)
- Intrepid Sea, Air and Space Museum, May, for Little Children, Big Challenges launch
- Coming Home, June 1, with Rosita
- Today, June 7
- Today, August 9, with Abby Cadabby and Grover
- Good Morning America, September 19
- Late Night with Jimmy Fallon, September 19
- The Talk, September 20
- The Chew, September 20
- Today, October 2
- Michael Bublé: Home for the Holidays, December 10

2013
- ¡Despierta América!, July 12, first televised performance by Ryan Dillon
- Good Morning America, September 13
- Late Night with Jimmy Fallon, September 25
- Sunrise, October 15

2016
- Simon's Cat & Elmo, July 6